# Geisha (godis)

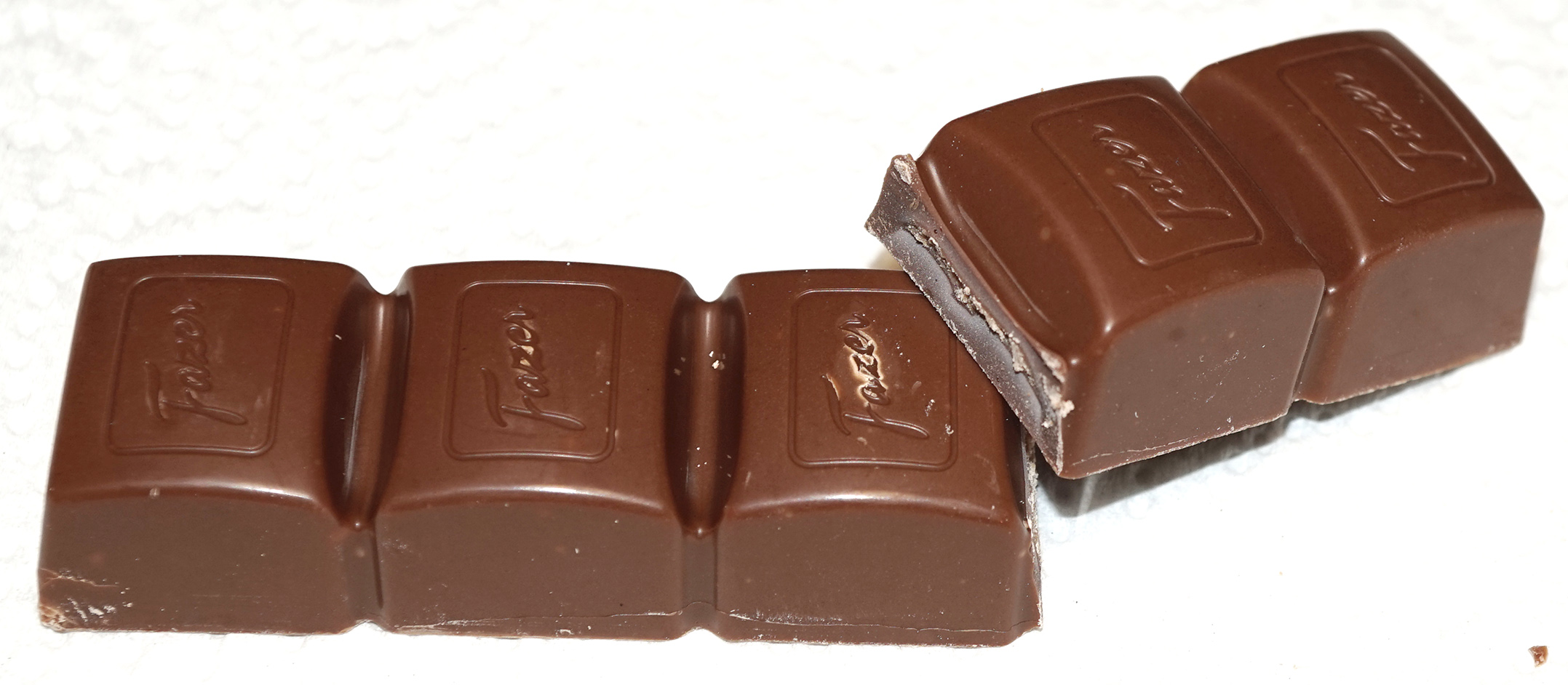
Geisha, en produkt från Fazer.

Geisha är en chokladkaka som tillverkas och marknadsförs av Fazer. Geisha lanserades som hård karamell 1908 och fick sedermera heta Tokyo. Chokladkakan lanserades först 1962 och föddes genom idén att kombinera mimosa, en krispig fyllning från en konditoriprodukt, med Fazers mjölkchoklad.
Numera är Geisha-sortimentet stort och består av påse, chokladkakor, presentask och chokladrulle. Geisha finns i apelsinsmak som heter "orange dream", karamellsmak som heter "dreamy caramel", kaffesmak som heter "Touch of Cappuccino" och som glass. Förpackningarna går i rosa färg och motiven ska föra tankarna till orienten och den japanska kulturen.